# 笑話集
笑話集（わらいばなししゅう、しょうわしゅう）は、笑い話や冗談の類をまとめた書籍の事である。

## 中国の笑話集
中国では、古代の歴史書の『史記』に「滑稽列伝」が取り上げられるなど、こうした笑い話類を集める事を好む人たちがおり、「小説家」と呼ばれていた。 魏の家臣であった邯鄲淳（132-220以後）による『笑林』が古代における集大成であると言われている。だが、当時の主流派である儒学者からは「低俗な書籍」として忌み嫌われて排斥されてきたために、中国ではその多くが散逸してしまった（却って、日本に持ち込まれてそのまま残されて日本にしか残っていない作品も存在する）。
明代に入ると大衆文学が盛んになるとともにこうした説話を集める人達が増加して再び盛んになった。その代表作が趙南星（1550-1627）の『笑賛』と、馮夢竜（1575-1646）の『笑府』である。両方とも著者は政治的には不遇であった政治家・儒学者であった。前者は高官にまで昇りながら権臣魏忠賢によって流刑にされ、後者は明の滅亡後も南明政権に加わって清軍と戦って戦死したとも、亡命先の日本で客死したとも言われている。清代の『笑林広記』（著者は「游戯主人」と名乗るがその伝記は不明）が近世における集大成であり、以後のものは以前の作品の焼き直しばかりとなり、衰退していくことになる。

## 日本の笑話集

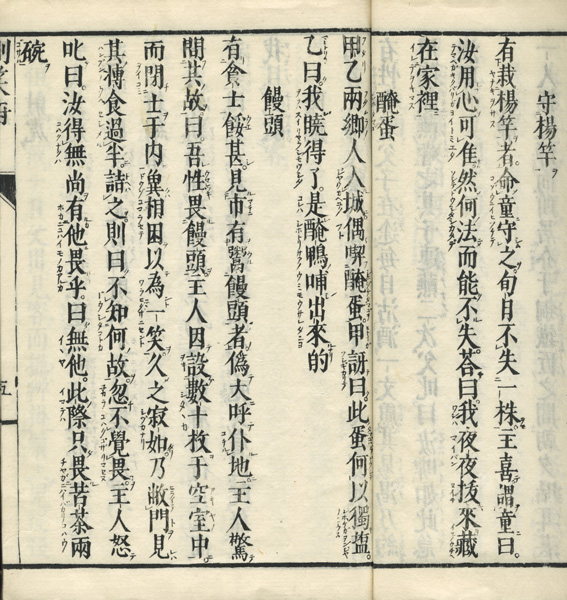
風来山人(平賀源内)による抄訳本『刪笑府』。安永五年=1776年刊。「まんじゅうこわい」の原話の部分。

日本でもこうした明の笑話集の影響を受けて、江戸時代初頭に安楽庵策伝によって『醒睡笑（せいすいしょう）』を著している。続いて『昨日は今日の物語（きのふはけふの物語）』などが出されて以後日本でもこうした笑話本が書かれるようになった。
江戸時代中期から明治にかけては、漢文の笑話集の和刻本がいろいろと刊行され、広く読まれた。最初に出たのは、寛延四年(1751)に刊行された岡白駒(おかはっく)編『開口新語』である。漢文笑話の原文に訓点を施し、ところどころ漢文の左側に江戸時代の口語で短い訳語を付す、という体裁であった。『開口新語』の成功をうけて、以後、この体裁にならった漢文笑話集が、続々と刊行された。例えば平賀源内（風来山人）も、『笑府』の抄訳『刪笑府』を出版している(右の画像)。「江戸小咄」の原案も、元はこうした和漢の笑話本の翻案に由来しているものが多いとされる。

## 派生物
中国における講談や日本の落語も笑い話をもって観客を笑わせていくという流れの中において成立したものであり、今日の漫才などのお笑い全般に至るまでその影響力は決して小さくはない。